# أثل نيلي
الأَثل النيلي أو الطرفة النيلية أو طَرفاء أو عَيل (باللاتينية: Tamarix nilotica) هو نوع نباتي يتبع جنس الأثل من الفصيلة الطرفاوية.

## الموئل والانتشار
موطن الأثل النيلي هو المشرق العربي ووادي النيل.